# Det ensamma trädet
Det ensamma trädet eller Morgonlandskap med by (tyska: Der einsame Baum, Dorflandschaft bei Morgenbeleuchtung) är en oljemålning av den tyske romantiske konstnären Caspar David Friedrich från 1822. Målningen ingår i Alte Nationalgaleries samlingar i Berlin.
Målningen visar ett delvis solbelyst, bergsomgärdat, grönskande landskap med en by i fjärran. Mellangrunden domineras helt av en gammal knotig ek. Detta trädslag förekommer i många Friedrichsmålningar, till exempel Klostret i ekskogen (1810), Två män som betraktar månen (1820), Träd med kråkor (1822) och Ek i snö (1827). 
Friedrich gjorde inte sällan målningar i par, som pendanger, till exempel Klostret i ekskogen och Munk vid havet (båda 1810). Detta morgonlandskap och dess pendang Månuppgång vid havet målades på uppdrag av samlaren Joachim Heinrich Wilhelm Wagener och är ett av de främsta exemplen på hur Friedrich förenar två bilder till en berättelse byggd på kontraster. Morgonen kan ses som symbol för livets uppvaknande och livsresans början, medan kvällsstämningen i Månuppgång vid havet kan föra tankarna till dess avslutning. Det senare understryks av segelfartygen som sakta närmar sig land och där det främre börjat reva sina segel (jämför Livsåldrarna). Månuppgång vid havet målades samma år (1822) och i samma format, motivet är dock från Rügen vid tyska Östersjökusten.
Friedrich föddes 1774 i Greifswald i dåvarande Svenska Pommern och flyttade 1798 till Dresden som var ett centrum för den tidiga tyska romantiken. År 1810 företog han tillsammans med Georg Friedrich Kersting en studieresa till Sudeterna. Resan kom att verka inspirerande under lång tid, exempelvis i målningar Landskap i Riesengebirge (cirka 1810), Riesengebirgelandskap med stigande dimma (1819–1820) och Minne av Riesengebirge (cirka 1835). De berg som syns i målningens bakgrund är sannolikt Ještěd (Jeschkengebirge) i dagens Tjeckien.

## Relaterade målningar

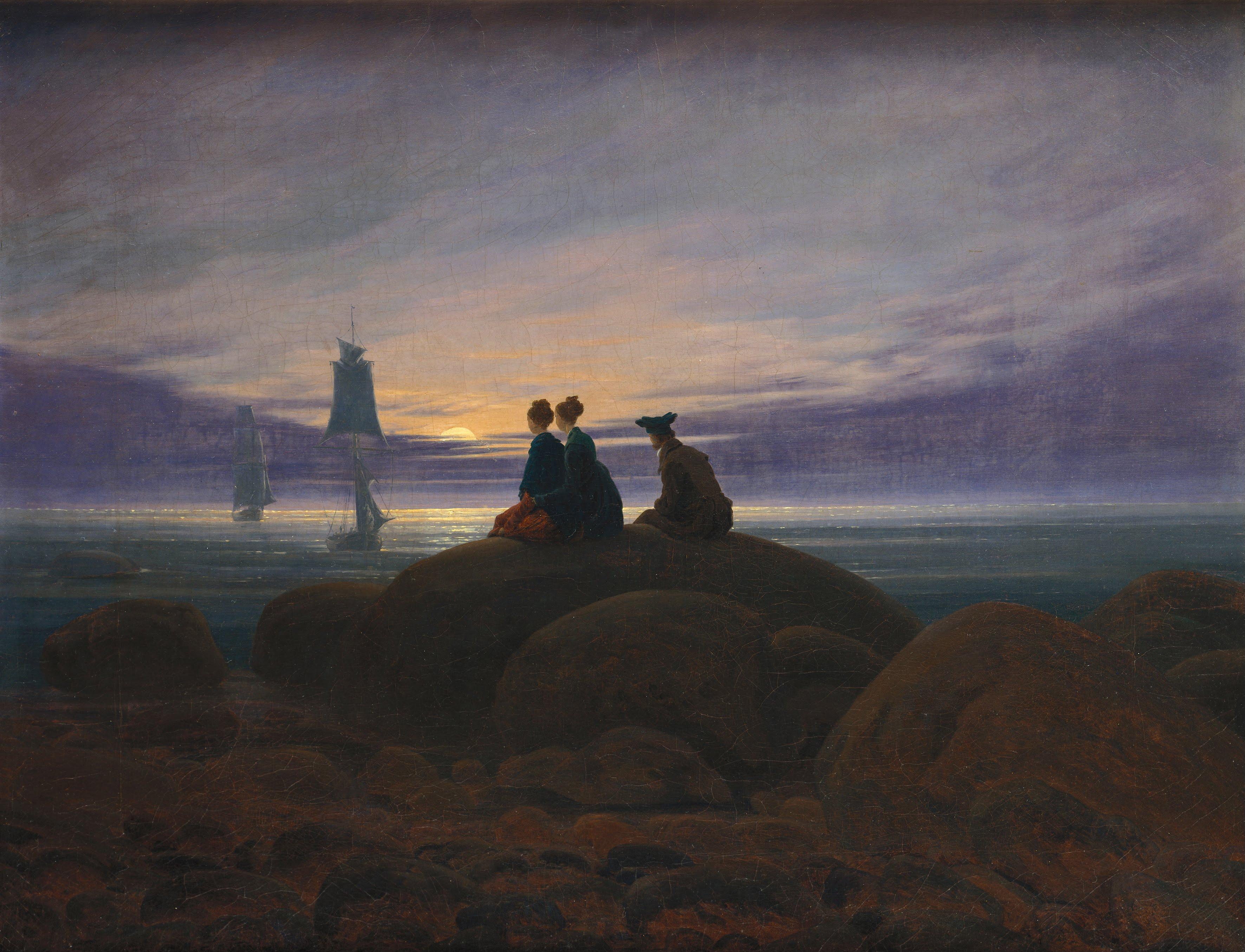
Caspar David Friedrich, Månuppgång vid havet (Mondaufgang am Meer), 1822, Alte Nationalgalerie i Berlin.
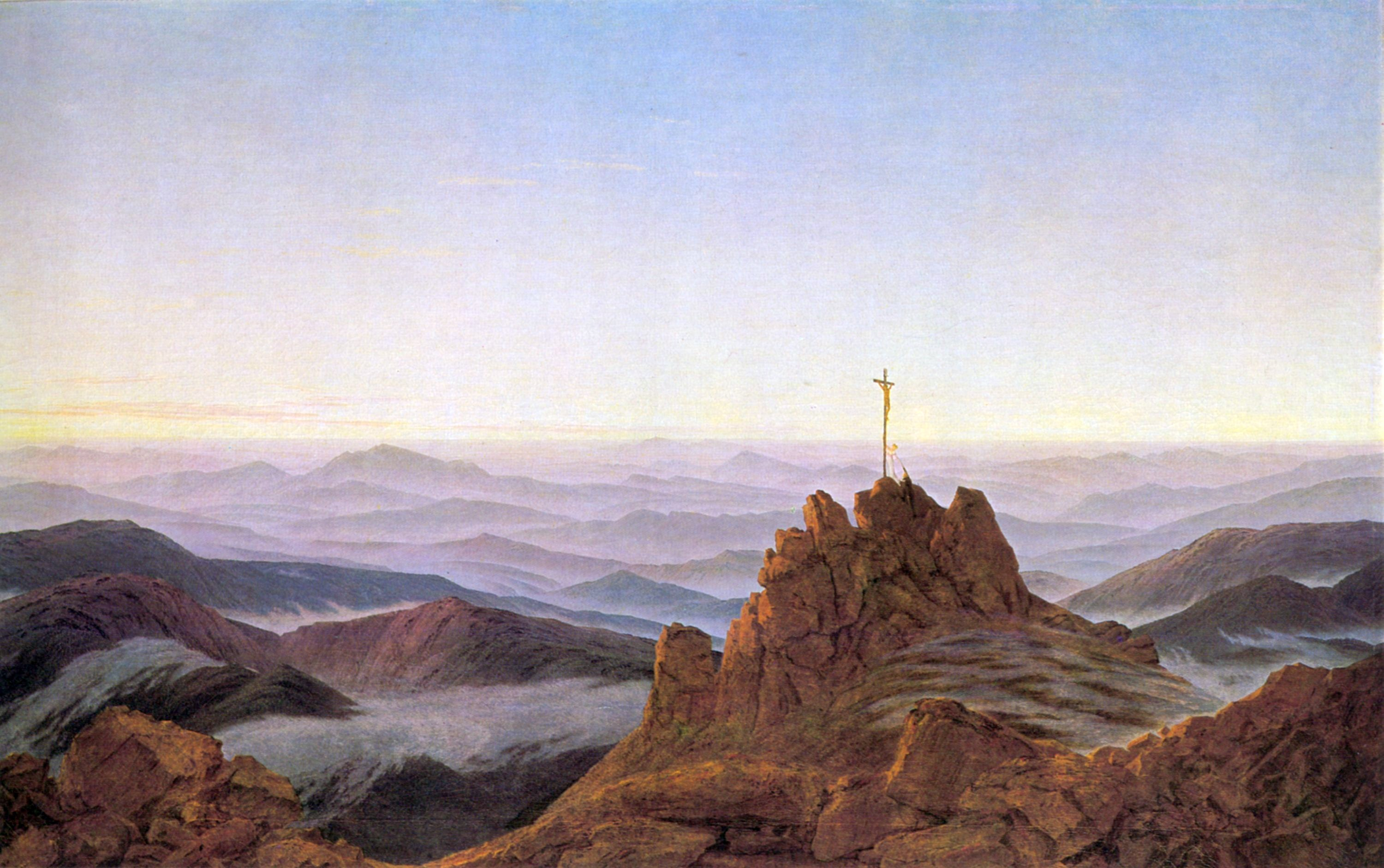
Caspar David Friedrich, Morgon i Riesengebirge, 1810–1811, Charlottenburgs slott.
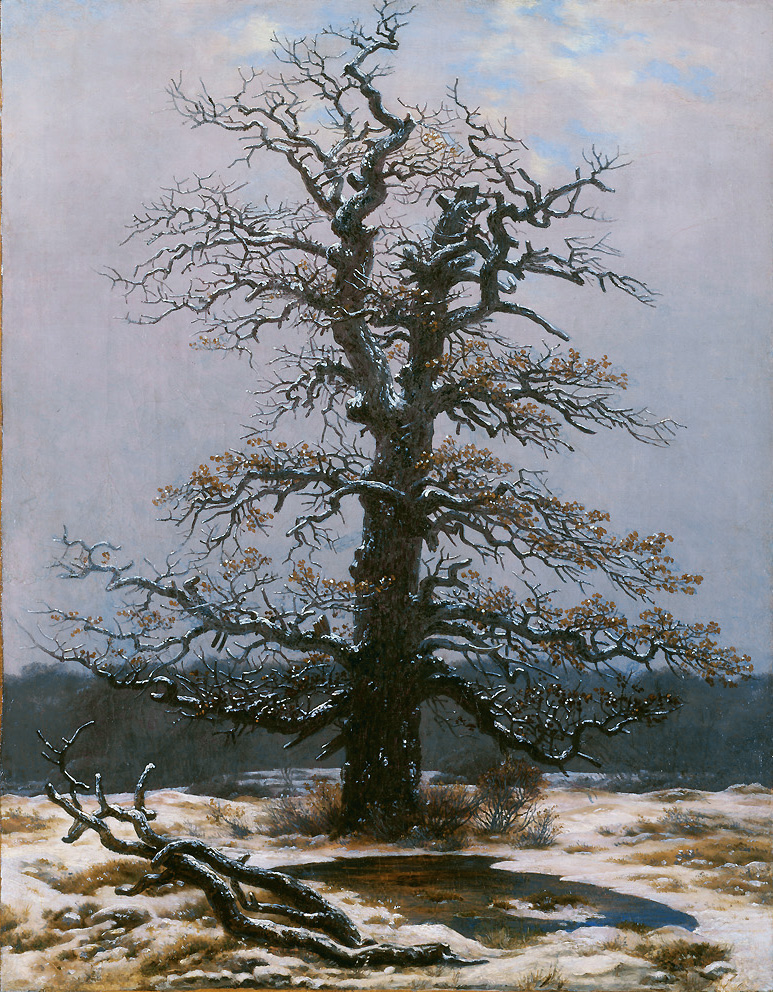
Friedrichs Ek i snö (1827). Wallraf-Richartzmuseet.
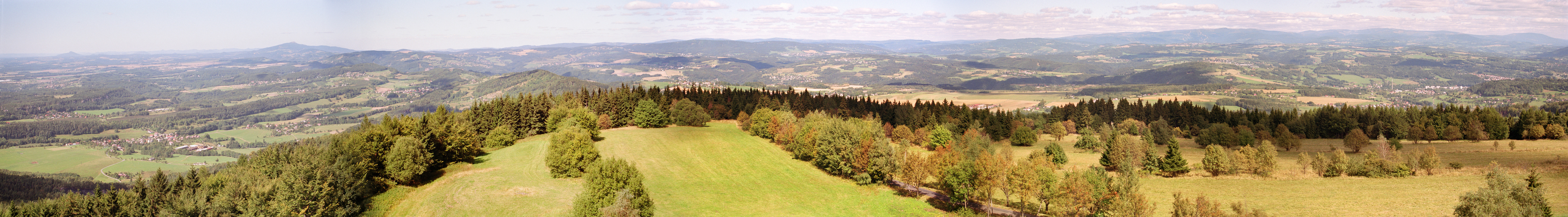
Fotografi över landskapet vid Riesengebirge, inklusive utsikt över Jeschken.